# Nesoxenia mysis
Nesoxenia mysis är en trollsländeart. Nesoxenia mysis ingår i släktet Nesoxenia och familjen segeltrollsländor.

## Underarter
Arten delas in i följande underarter:
- N. m. cingulata
- N. m. dahli
- N. m. interrogata
- N. m. moluccana
- N. m. mutans
- N. m. mysis
- N. m. tarafia